# NGC 1485
NGC 1485 是鹿豹座的一個螺旋星系。它距离银河系約5500万光年，跨度约为25,000光年。該天體由美國天文學家路易斯·斯威夫特于1886年2月24日發現。